# Bashay Feleke
Bashay Feleke (1917 - februari 2008) was een Ethiopische langeafstandsloper, die gespecialiseerd was in de marathon. Hij nam eenmaal deel aan de Olympische Spelen, maar won bij die gelegenheid geen medaille.

## Loopbaan
In 1956 maakte Feleke onderdeel uit van de Ethiopische ploeg van twaalf mensen die deelnamen aan de Olympische Spelen van Melbourne. Dit was voor het eerst in de olympische geschiedenis dat dit land een ploeg afvaardigde. Feleke finishte op de marathon in 2:53.37 en eindigde hiermee op een 29e plaats. De wedstrijd werd gewonnen door de Fransman Alain Mimoun in 2:25.00.

## Palmares

### marathon
- 1956: 29e OS - 2:53.37